# Quattro Giorni di Dunkerque 1964
La Quattro Giorni di Dunkerque 1964, decima edizione della corsa, si svolse dal 6 al 10 maggio su un percorso di 902 km ripartiti in 5 tappe (la quinta suddivisa in due semitappe), con partenza e arrivo a Dunkerque. Fu vinta dal belga Gilbert Desmet della  Wiel's-Groene Leeuw davanti ai suoi connazionali Yvo Molenaers e Jos Huysmans.

## Tappe
| Tappa  | Data      | Percorso                                  | km  | Vincitore di tappa | Leader cl. generale |
| ------ | --------- | ----------------------------------------- | --- | ------------------ | ------------------- |
| 1ª     | 6 maggio  | Dunkerque > Dunkerque                     | 205 | Dieter Kemper      |                     |
| 2ª     | 7 maggio  | Boulogne-sur-Mer > Dunkerque              | 197 | Jo de Haan         |                     |
| 3ª     | 8 maggio  | Dunkerque > Valenciennes                  | 202 | Jos Haeseldonckx   |                     |
| 4ª     | 9 maggio  | Valenciennes > Dunkerque                  | 168 | Bas Maliepaard     |                     |
| 5ª-1ª  | 10 maggio | Dunkerque > Wormhoudt                     | 107 | Jos Huysmans       |                     |
| 5ª-2ª  | 10 maggio | Dunkerque > Dunkerque (cron. individuale) | 23  | Ferdinand Bracke   | Gilbert Desmet      |
| Totale | Totale    | Totale                                    | 902 |                    |                     |

## Dettagli delle tappe

### 1ª tappa
- 6 maggio: Dunkerque > Dunkerque – 205 km

| Pos. | Corridore       | Squadra       | Tempo    |
| ---- | --------------- | ------------- | -------- |
| 1    | Dieter Kemper   | Torpedo       | 5h13'01" |
| 2    | Gilbert Desmet  | Wiel's        | s.t.     |
| 3    | Pierre Everaert | Saint-Raphaël | s.t.     |

| Pos. | Corridore | Squadra | Tempo |
| ---- | --------- | ------- | ----- |

### 2ª tappa
- 7 maggio: Boulogne-sur-Mer > Dunkerque – 197 km

| Pos. | Corridore       | Squadra    | Tempo    |
| ---- | --------------- | ---------- | -------- |
| 1    | Jo de Haan      | Televizier | 4h55'49" |
| 2    | Benoni Beheyt   | Wiel's     | s.t.     |
| 3    | Horst Oldenburg | Torpedo    | s.t.     |

| Pos. | Corridore | Squadra | Tempo |
| ---- | --------- | ------- | ----- |

### 3ª tappa
- 8 maggio: Dunkerque > Valenciennes – 202 km

| Pos. | Corridore        | Squadra       | Tempo    |
| ---- | ---------------- | ------------- | -------- |
| 1    | Jos Haeseldonckx | Labo          | 5h11'39" |
| 2    | Willi Altig      | Saint-Raphaël | s.t.     |
| 3    | Benoni Beheyt    | Wiel's        | s.t.     |

| Pos. | Corridore | Squadra | Tempo |
| ---- | --------- | ------- | ----- |

### 4ª tappa
- 9 maggio: Valenciennes > Dunkerque – 168 km

| Pos. | Corridore      | Squadra       | Tempo    |
| ---- | -------------- | ------------- | -------- |
| 1    | Bas Maliepaard | Saint-Raphaël | 4h21'31" |
| 2    | Benoni Beheyt  | Wiel's        | s.t.     |
| 3    | Michel Nédélec | Peugeot       | s.t.     |

| Pos. | Corridore | Squadra | Tempo |
| ---- | --------- | ------- | ----- |

### 5ª tappa - 1ª semitappa
- 10 maggio: Dunkerque > Wormhoudt – 107 km

| Pos. | Corridore             | Squadra       | Tempo    |
| ---- | --------------------- | ------------- | -------- |
| 1    | Jos Huysmans          | Labo          | 2h52'54" |
| 2    | Pierre Everaert       | Saint-Raphaël | s.t.     |
| 3    | Romain Van Wynsberghe | Pelforth      | s.t.     |

| Pos. | Corridore | Squadra | Tempo |
| ---- | --------- | ------- | ----- |

### 5ª tappa - 2ª semitappa
- 10 maggio: Dunkerque > Dunkerque (cron. individuale) – 23 km

| Pos. | Corridore        | Squadra  | Tempo   |
| ---- | ---------------- | -------- | ------- |
| 1    | Ferdinand Bracke | Peugeot  | 33'12"  |
| 2    | Gilbert Desmet   | Wiel's   | a 1'12" |
| 3    | Willy Monty      | Pelforth | a 1'34" |

| Pos. | Corridore      | Squadra | Tempo     |
| ---- | -------------- | ------- | --------- |
| 1    | Gilbert Desmet | Wiel's  | 23h10'21" |
| 2    | Yvo Molenaers  | Wiel's  | a 10"     |
| 3    | Jos Huysmans   | Labo    | a 37"     |

## Classifiche finali

### Classifica generale
| Pos. | Corridore             | Squadra                  | Tempo     |
| ---- | --------------------- | ------------------------ | --------- |
| 1    | Gilbert Desmet        | Wiel's-Groene Leeuw      | 23h10'21" |
| 2    | Yvo Molenaers         | Wiel's-Groene Leeuw      | a 10"     |
| 3    | Jos Huysmans          | Labo-Dr. Mann            | a 37"     |
| 4    | Ferdinand Bracke      | Peugeot-BP-Englebert     | a 46"     |
| 5    | Pierre Everaert       | Saint-Raphaël            | a 1'23"   |
| 6    | Hans Junkermann       | Ruberg-Caltex            | a 1'24"   |
| 7    | François Mahé         | Pelforth-Sauvage-Lejeune | a 1'25"   |
| 8    | Benoni Beheyt         | Wiel's-Groene Leeuw      | a 1'28"   |
| 9    | Romain Van Wynsberghe | Pelforth-Sauvage-Lejeune | a 1'53"   |
| 10   | Bas Maliepaard        | Saint-Raphaël            | a 2'07"   |